# Bematistes rabuma
Bematistes rabuma är en fjärilsart som beskrevs av Suffert 1906. Bematistes rabuma ingår i släktet Bematistes och familjen praktfjärilar. Inga underarter finns listade i Catalogue of Life.